# Каркінітська затока
Каркіні́тська зато́ка (крим. Karkinit körfezi) або Олю́-Дені́з (крим. Ölü Deñiz, «Мертве море») — частина Чорного моря, між північно-західним узбережжям Кримського півострова і берегом материка. Близько 118 км у довжину.

## Географія
Розділена Бакальською косою Кримського півострова на західну й східну частину Глибина в західній частині до 36 м, в східній до 10 м. Береги західної частини піщані, у східній глинисті та розчленовані.
У північній частині затоки відокремлена островом Джарилгач і утворює Джарилгацьку затоку.
У суворі зими затока замерзає, влітку вода прогрівається до 22—24 °C. Солоність складає 17—18 ‰.
Порти: Скадовськ, Хорли. На березі затоки розташовані міста Армянськ, Яни Капу тощо.

## Геологія
Затока є продуктом геологічної трансгресії. Дно затоки піщане, мулисте, місцями вкрите черепашником, трапляються підводні банки.

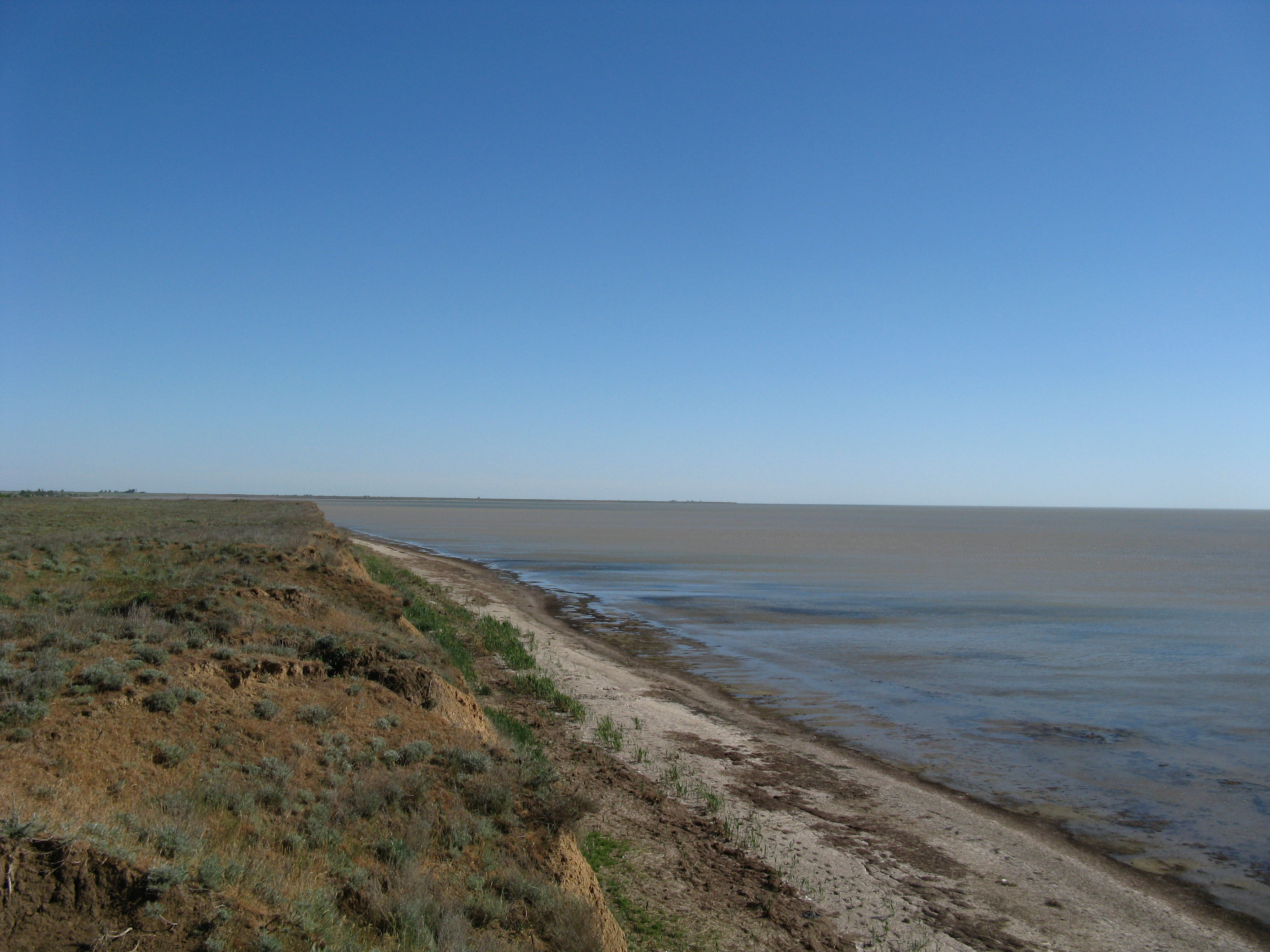
Каркінітська затока

## Живий світ
У затоці наявна водна рослинність, донні рослини — переважно водорості, зокрема зелені, харові, червоні, бурі, а також вища водна рослинність.
Серед риб описано 46 видів. Через затоку проходить важливий міграційний маршрут птахів, описано понад 260 видів.

### Природоохорона
В акваторії затоки знаходиться 4 природоохоронні території: заповідник «Лебедині острови», заказник «Мале філофорне поле», ландшафтний парк «Бакальська коса», орнітологічний заказник «Каркінітський».
11 видів макрофітів занесено до Червоної книги України, 1 — до списку Бернської конвенції. З тварин до Червоної книги України занесені 4 види риб, 3 види земноводних і плазунів, 160 видів птахів, 3 види китоподібних (дельфін-білобочка, азовка та афаліна).

## Історія

### Після окупації Криму
Після окупації Криму у Каркінітській затоці кораблі та катери Берегової охорони ФСБ Росії займаються покриванням незаконного видобутку піску земснарядами «Печора», «Трофа», «Иртыш» та «Амур».
У травні 2021 року на патрулювання та висвітлення надводної обстановки до затоки був направлений патрульний катер P191 «Старобільськ» ВМС України.